# Mighty Bomb Jack
Mighty Bomb Jack (マイティボンジャック Maiti Bon Jakku?) är ett arkadspel från 1986, utgivet till NES 1987 av Tecmo, och senare släppt till Amiga, Atari ST och C54. NES-versionen släpptes till Virtual Console den 7 maj 2007, till Nintendo 3DS den 6 december 2012 och den 23 januari 2014 till Wii U. Spelet är uppföljaren till Bomb Jack.

## Handling
Spelets hjälte, Jack, måste ta sig genom 16 nivåer inuti en pyramid, besegra den elake Belzebut och rädda familjen Pamera.

### Fotnoter
1. 1 2  ”Mighty Bomb Jack”. NES DB. Arkiverad från originalet den 19 maj 2014. https://web.archive.org/web/20140519203641/http://www.nesdb.se/game_more.php?id=977&rid=1. Läst 19 maj 2014.